# Onze-Lieve-Vrouw van het Heilig Hartkerk (Armentières)
De Onze-Lieve-Vrouw van het Heilig Hartkerk (Frans: Église Notre-Dame du Sacré-Cœur) is een kerk in de stad Armentières in het Franse Noorderdepartement. Het gebouw staat in het zuiden van het stadscentrum. De kerk heeft twee torens van 52 meter hoog. Centraal op de voorgevel bevindt zich een groot roosvenster.

## Geschiedenis
Sinds de middeleeuwen telde de stad één parochiekerk, de Église Saint-Vaast. Met de industriële revolutie en de bloei van de textielnijverheid in Armentières kende de stad in de 19de eeuw een sterke groei. Armentières breidde zich uit met nieuw wijken en in 1879 werd met de "Onze-Lieve-Vrouw van het Heilig Hartkerk" een tweede kerk opgericht.
In de Eerste Wereldoorlog werd Armentières zwaar verwoest en ook de kerk werd in 1918 vernield. Na de oorlog werd de stad heropgebouwd en een nieuwe kerk werd opgetrokken naar de plannen van architect Gaston Trannoy uit Valenciennes. In tegenstelling tot de vernielde kerk, kreeg de nieuwe kerk twee torens. De kerk werd ingewijd op 23 december 1928 door Mgr. Jansoone, de hulpbisschop van Rijsel. Verschillende stukken kerkmeubilair werden uit de ruïnes van de vroegere kerk gerecupereerd.

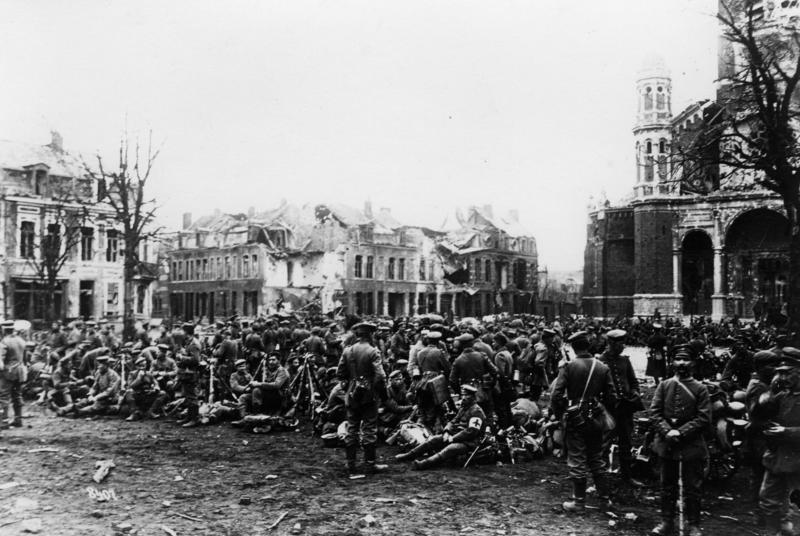
Duitse troepen voor de oorspronkelijk kerk tijdens de Eerste Wereldoorlog